# Marta Pessarrodona
Marta Pessarrodona y Artigues (Tarrasa, Vallés Occidental, 18 de noviembre de 1941) es una poetisa, narradora y crítica literaria española. También ha cultivado el ensayo y el género biográfico. Es autora de libros como Primers dies de 1968 (1968), Setembre 30 (prologado por Gabriel Ferrater, 1969), Vida privada (1972), Memòria (1979), A favor meu, nostre (1981), Tria de poemes (1994) i L'amor a Barcelona  (1998). En 1997 recibió la Cruz de San Jorge de la Generalidad de Cataluña.

## Biografía
Ha sido lectora de español en la Universidad de Nottingham en 1986 y ha coordinado la Comisión Internacional para la Difusión de la Cultura Catalana, dependiente del Departamento de Cultura de la Generalidad de Cataluña. Tiene varios trabajos sobre Virginia Woolf y el Círculo de Bloomsbury, y ha traducido, Susan Sontag, Doris Lessing, Erica Jong, Simone de Beauvoir y Marguerite Duras. Su poesía, a veces cáustica y un poco lapidaria, es realista, sin artificio retórico aparente, a menudo sentenciosa e irónica, y suele nacer de la meditación o del recuerdo. Habitualmente escribe artículos en Avui y El Temps. El 1997 recibió la Cruz de San Jorge. En 2007 se publicó una antología de su obra poética. Actualmente (2010) está investigando sobre el exilio republicano al Archivo Nacional de Cataluña en San Cugat del Vallés.
Por sus obras publicadas en 2010, el poemario Animals i plantas y los ensayos Francia: enero 1939. La cultura catalana exiliada y l'exili violeta, fue galardonada con el Premio Nacional de Literatura de la Generalidad de Cataluña.
En 2019 recibió el Premio de Honor de las Letras Catalanas, otorgado por la asociación Òmnium Cultural.
En el barrio de Mirasol (San Cugat del Vallés) hay una biblioteca dedicada a ella con su nombre.

## Obras[6]
- Primers dies de 1968 (1968)
- Setembre 30 (prologado por Gabriel Ferrater, 1969)
- Vida privada (1972)
- Memòria (1979)
- A favor meu, nostre (1981)
- Berlin suite (1985)
- Homenatge a Walter Benjamin (1988)
- Les senyores-senyores ens els triem calbs (1988)
- Nessa: narracions (1988)
- Tria de poemes (1994)
- L'amor a Barcelona (1998)
- Fauna (1994)
- Barcelona, una nova ciutat europea (1995)
- Montserrat Roig: un retrat
- Maria Aurèlia Capmany: un retrat
- Frederica Montseny: un retrat
- El segle de les dones (2002)
- Virginia Woolf in the Midlands (Londres. Anglo-Catalan Society, 2004)
- Caterina Albert: un retrat, amb fotografies de Pilar Aymerich (Institut Català de la Dona, 2005)
- Mercè Rodoreda i el seu temps (2005)
- Donasses. Protagonistes de la Catalunya moderna (2006).
- Poemes 1969-2007: Antologia (Editorial Meteora, 2007)
- Animals i plantes (Editorial Meteora, 2010)
- França 1939. La cultura catalana exiliada (2010).
- L'exili violeta (Editorial Meteora, 2010)
- A favor nostre.  Antologia de poemes i pròleg a cura d'Àngels Gregori (Godall Edicions, 2019)